# Хироши Амано
Хироши Амано (јап. 天野 浩; Хамамацу, 11. септембар 1960) је јапански физичар, који је 2014. године, заједно са Исамуом Акасакијем и Шуџијем Накамуром, добио Нобелову награду за физику „због изума новог, енергетски ефикасног и еколошког извора светлости — светлеће диоде која емитује плаву светлост”.